# 左红
左红（1952年—），江苏南京人，汉族，中华人民共和国政治人物、第十一届全国人民代表大会江苏地区代表。
毕业于常州财经学校会计专业，是中共党员。2008年起担任全国人大代表。